# Kastamonu (tartomány)
Kastamonu tartomány Törökország egyik tartománya a Fekete-tengeri régióban, székhelye Kastamonu városa. Keleten Sinop, nyugaton Bartın és Karabük, délen Çankırı, délkeleten Çorum, északon pedig a Fekete-tenger határolja. 

## Körzetek
A tartománynak húsz körzete van:
| - Abana - Ağlı - Araç - Azdavay - Bozkurt - Çatalzeytin - Cide - Daday - Devrekani - Doğanyurt | - Hanönü - İhsangazi - İnebolu - Kastamonu - Küre - Pınarbaşı - Şenpazar - Seydiler - Taşköprü - Tosya |

## Látnivalók
A tartomány ad otthont az Ilgaz Nemzeti Parknak, melynek közelében síparadicsom is épült. Az Ilgaz-hegy népszerű rafting- és hegymászó-célpont. 
A tengerparton, Cide és Daday közelében üdülőfalvak találhatóak, nem messze Taşköprütől pedig Pompeiopolisz ókori városának romjai fekszenek.

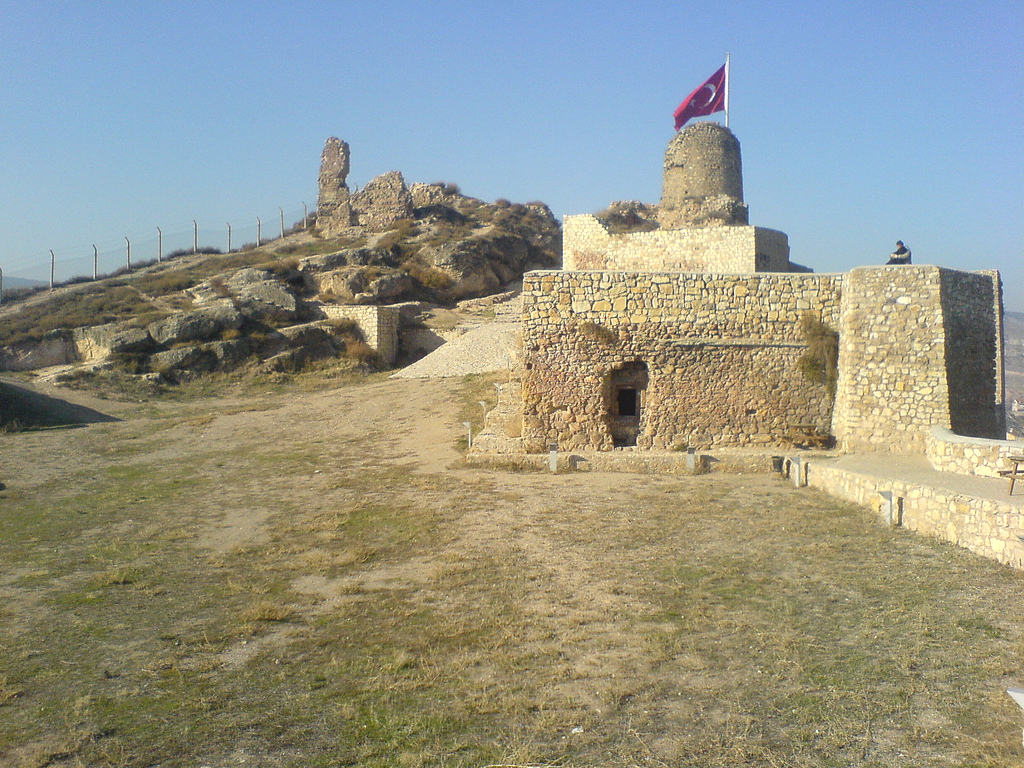
A kastamonui vár
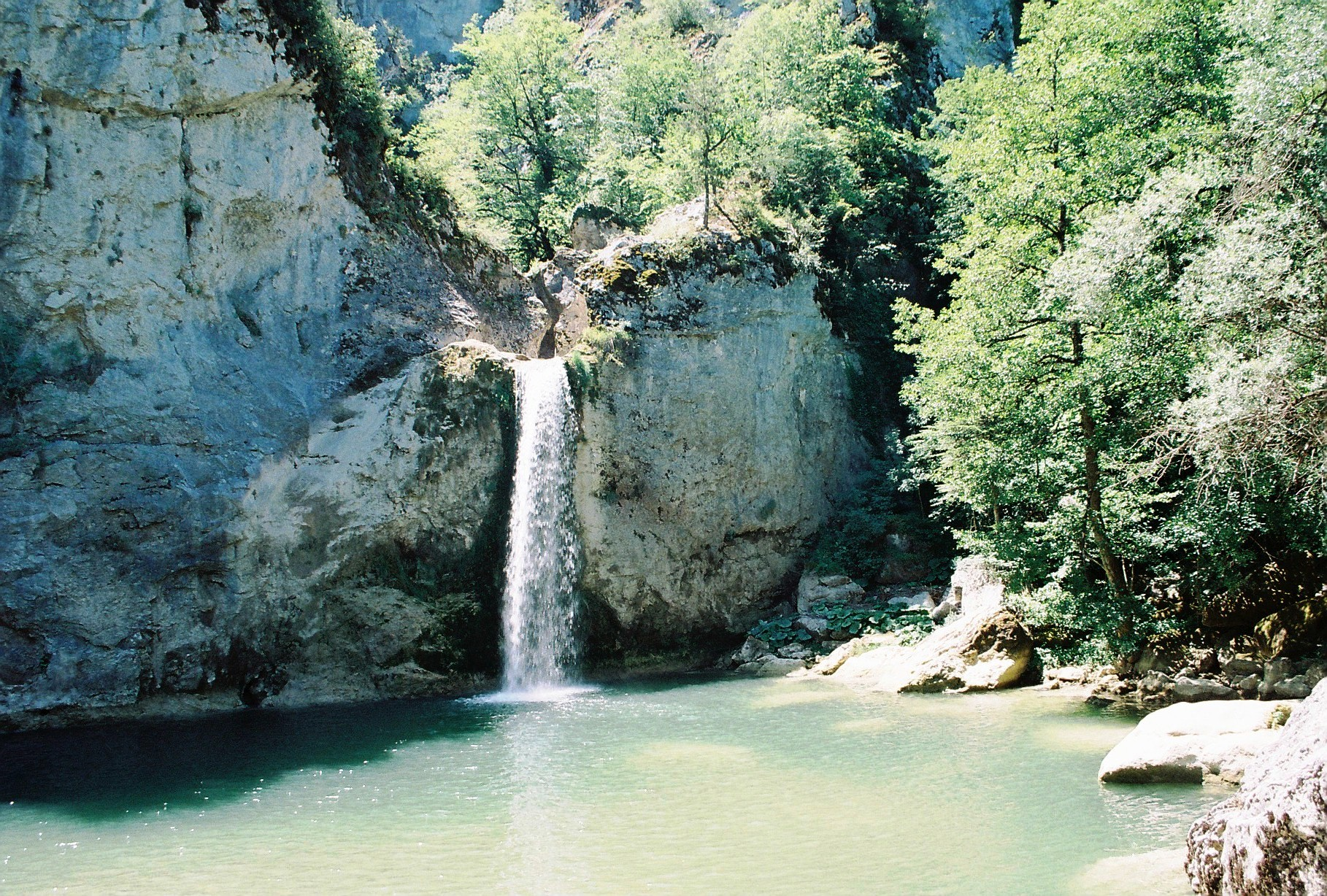
Vízesés az Ilgaz Nemzeti Parkban

## Külső hivatkozások
- Kastamonu travel guide (angolul)